# Zingeria
Zingeria é um género botânico pertencente à família Poaceae.

## Espécies
- Zingeria biebersteiniana (Claus) Smirnov
  - Zingeria biebersteiniana subsp. trichopoda (Boiss.) R.R. Mill
- Zingeria densior (Hack.) Chrtek
- Zingeria kochii (Mez) Tzvelev
- Zingeria pisidica (Boiss.) Tutin
  - Zingeria pisidica subsp. poiforme (Boiss.) M.Doğan
- Zingeria trichopoda (Boiss.) P.A. Smirn.
  - Zingeria trichopoda subsp. biebersteiniana (Claus) Dogan
- Zingeria verticillata (Boiss. & Balansa) Chrtek